# 國際植物健康年
2018年12月，联合国大会通过了一项决议，宣布2020年为国际植物健康年（英語：International Year of Plant Health） ，旨於「保護植物，保障生活」提升全球對於「保護植物健康」的意識，進而遠離飢餓及貧窮、保護環境及促進經濟發展。
由于2020年计划的活动中断，一些國際植物健康年的活动持续到了下一年。